# 의령 수도사 석탑 및 승탑군
의령 수도사 석탑 및 승탑군(宜寧 修道寺 石塔 및 僧塔群)은 대한민국 경상남도 의령군 용덕면 이목리, 수도사 극락전 앞뜰에 서 있는 4층 석탑 1기와 절의 동쪽 산 기슭에 남아 있는 10여 기의 부도들이다. 1997년 12월 31일 경상남도의 문화재자료 제255호로 지정되었다.

## 개요
수도사 극락전 앞뜰에 서 있는 4층 석탑 1기와 절의 동쪽 산 기슭에 남아 있는 10여 기의 부도들이다.
탑은 기단(基壇) 부분이 무너진 채 위태로운 모습으로, 통일신라시대의 작품이다. 부도는 승려의 무덤을 상징하여 그 유골이나 사리를 모셔두는 곳으로, 부도들은 모두 종 모양의 모습을 하고 있다.

## 참고 문헌
- 의령 수도사 석탑 및 승탑군 - 국가유산청 국가유산포털